# Карагашка 1-я
Карагашка 1-я (устар. Карагачка 1-я) — река в Казахстане, протекает по Мартукскому району Актюбинской области. Длина реки составляет 10 км.
Начинается к северо-западу от сёл Аккайын и Жуса, на западных окраинах Мартукского лесничества. Течёт по открытой холмистой местности в общем западном направлении, на всём протяжении пересыхает. Устье реки находится в 94 км от устья Урта-Бурти по правому берегу, северо-западнее села Каратаусай. В верховьях на реке имеется пруд.
Основной приток — речка Тумансай — впадает слева.